# 凞子内親王
凞子内親王（ひろこないしんのう、元久2年（1205年） - 薨年不詳）は、鎌倉時代中期の皇族。後鳥羽天皇皇女、母は丹波局。順徳天皇朝の伊勢斎宮。深草斎宮、また大谷斎宮と号した。

## 経歴
建保3年（1215年）3月14日、順徳天皇即位に伴い11歳で斎宮卜定。同年9月21日、左近衛府へ初斎院入り。同4年（1216年）9月20日、野宮に入る。同5年（1217年）9月14日、伊勢へ群行。同6年（1218年）2月14日、准三后。承久3年（1221年）4月20日、順徳天皇譲位により17歳で退下、同年8月21日帰京。寛喜2年（1230年）1月28日、26歳で出家。
斎宮退下の後の消息は『明月記』にしばしば登場し、藤原定家や神祇伯家と親しい関係にあったことが知られるが、天福元年（1233年）、29歳の頃の記事が最後である。また、その翌年に誕生した義子内親王（仲恭天皇の遺児、後の和徳門院）を養育したとする話も伝えられているが、その後の消息は不明。